# سوزانا ميرغني
سوزانا ميرغني (بالإنجليزية: Suzannah Mirghani)‏، هي مُخرجة مُستقلة وكاتبة سيناريو سودانية.

## وصلات خارجية
- سوزانا ميرغني في قاعدة بيانات الأفلام على الإنترنت